# Banda K
La banda K designa certe porzioni dello spettro elettromagnetico nel dominio delle frequenze delle microonde o dell'infrarosso. In particolare, la porzione di banda delle microonde è usata principalmente per i radar e le comunicazioni satellitari, mentre la porzione dell'infrarosso a più alta frequenza è usata per le osservazioni astronomiche.

## Classificazioni
In origine la banda K, utilizzata in ambito militare per i radar e i ponti radio nello spettro relativo alle microonde, comprendeva le frequenze tra i 10,9 e i 36 GHz. Successivamente sono state effettuate ulteriori suddivisioni per le trasmissioni satellitari e le bande non hanno più coinciso esattamente con quelle originarie, cosicché la banda K è stata affiancata da una banda inferiore e un'altra superiore secondo la convenzione seguente:
- Banda Ku: K-under band, 12–18 GHz, è utilizzata per comunicazioni via satellite, comunicazioni terrestri in microonde e anche dalla polizia per i rilevatori di velocità.
- Banda K: 18–27 GHz.
- Banda Ka: K-above band, 27–40 GHz, utilizzata per i radar e per comunicazioni sperimentali.

Nelle trasmissioni radio–televisive e dati via satellite, in downlink ed uplink, come quelle diffuse da Eutelsat Communications, la banda K denota indifferentemente le frequenze delle bande Ku e Ka, avendo fatto rientrare le frequenze standard che realmente le appartengono nello spettro allargato di quest'ultima.
A differenza dell'IEEE Standard 521-2002, secondo cui le frequenze della banda K vanno da 18 a 27 GHz, per la NATO, che utilizza la classificazione ECM basata su altre lettere, l'intervallo delle frequenze è compreso tra 20 e 40 GHz; invece per la società nazionale britannica di radioamatori (RSGB, Radio Society of Great Britain) la frequenza limite superiore che la separa dalla banda Ka è 26,5 GHz..

## Caratteristiche fisiche
Le frequenze nella banda K sono facilmente assorbite dal vapore acqueo (picco di risonanza dell'acqua a 22,24 GHz, lunghezza d'onda 1,35 cm).
Nell'astronomia dell'infrarosso una banda omonima è collocata nello spettro delle frequenze più alte tipiche dell'infrarosso; difatti la frequenza centrale ha lunghezza d'onda pari a 2,2 micrometri.